# نيل إلغر ميلر
نيل إلغر ميلر (بالإنجليزية: Neal Elgar Miller) (في الفترة من 3 أغسطس 1909 حتى 23 مارس 2002) هو عالم نفساني أمريكي.

## الحياة والعمل
ولد ميلر في ميلواكي، ويسكنسن عام 1909. وحصل على درجة البكالوريوس في العلوم من جامعة واشنطن (1931) ودرجة الماجستير في العلوم من جامعة ستانفورد (1932) ودرجة الدكتوراه في علم النفس من جامعة ييل (1935). كان زميل أبحاث العلوم الاجتماعية في معهد التحليل النفسي في فيينا لمدة سنة واحدة (1935 إلى 1936) قبل عودته إلى ييل كعضو هيئة تدريس في 1936. وقد قضى 30 سنة في جامعة ييل منذ عام 1936 وحتى 1966 حيث أصبح أستاذًا في على النفس لدى جيمس رولاند آنجيل (James Rowland Angell) و15 سنة أخرى في جامعة روكفلر (1966–1981) قبل أن يصبح أستاذًا متفرغًافي روكفلر (1981-1985) وانضم للبحث في ييل منذ عام 1985 وحتى أجل غير معروف.
كان لميلر دور محوري في تطوير الارتجاع البيولوجي. فقد اكتشف أن الجهاز العصبي الذاتي يمكن أن يكون عرضة لـ الإشراط الكلاسيكي.
ساعد نيل ميلر برفقة جون دولارد (John Dollard) وأو هوبرت مورر (O. Hobart Mowrer) على توحيد المفاهيم السلوكية والتحليلية النفسية. فقد تمكنوا من ترجمة المفاهيم التحليلية النفسية إلى مصطلحات سلوكية من الممكن أن تكون أكثر سهولة في استيعابها. أدرك هؤلاء الرجال الثلاثة مفهوم سيجموند فرويد عن معنى القلق باعتباره «إشارة خطر» وأن هناك بعض الأشياء التي من الممكن تغييرها في أعمال فرويد لإصلاح ذلك. اعتقد نيل وجون وهوبرت أن الشخص الذي لا يعاني من مستويات عالية من القلق ربما اكتسب خبرة ما يسمى «تخفيض القلق». أدرك هؤلاء الرجال الثلاثة أيضًا أن الإشراط الكلاسيكي يمكن أن يتبعه الإشراط الإجرائي.
في 1964، حصل على قلادة العلوم الوطنية من الرئيس جونسون.
وكان فيليب زيمباردو (Philip Zimbardo) هو أشهر تلامذته.

## النصوص الرئيسية

### الكتب
كتب ميلر ثمانية كتب، من بينهم:
- "الإحباط والعدوان (Frustration and Aggression)"
- «التعلم الاجتماعي والمحاكاة» (Social Learning and Imitation). جامعة ييل. بريس، نيوهافين (1964)
- «الشخصية والعلاج النفسي» (Personality and Psychotherapy)
- «الاتصال الرسومي وأزمة التعليم» (Graphic Communication and the Crisis in Education)
- «أبحاث مختارة حول التعليم والدافع والآليات النفسية المتصلة بهما». إم دبليو بوكس، شيكاغو، ألدين، أثرتون، 1971. ISBN 0-202-25038-5
- «الصراع والإزاحة والدوافع المتعلمة والنظرية.» ألدين، ISBN 978-0-202-36142-0

### الأبحاث
- 1948: Minor studies in aggression: The influence of frustrations imposed by the in-group on attitudes expressed by the out-group. (with R. Bugelski), Journal of Psychology, 25, 437-442

## وصلات خارجية
- A picture [not] of Neal E. Miller
- Obituary in the New York Times
- Noted psychologist Neal E. Miller, pioneer in research on brain and behavior, dies
- Neal Miller - 100 Year Anniversary